# Euploca
Euploca är ett släkte av strävbladiga växter. Euploca ingår i familjen strävbladiga växter.

## Dottertaxa tillEuploca, i alfabetisk ordning[1]
- Euploca antillana
- Euploca baclei
- Euploca ballii
- Euploca barbata
- Euploca bursifera
- Euploca campestris
- Euploca cerroleonensis
- Euploca chrysantha
- Euploca convolvulacea
- Euploca cupressina
- Euploca distantiflora
- Euploca dunaensis
- Euploca filiformis
- Euploca fruticosa
- Euploca hassleriana
- Euploca humifusa
- Euploca humistrata
- Euploca hypogaea
- Euploca krapovickasii
- Euploca lagoensis
- Euploca margaritensis
- Euploca mendocina
- Euploca microphylla
- Euploca ocellata
- Euploca ovalifolia
- Euploca pallescens
- Euploca paradoxa
- Euploca parciflora
- Euploca pedicellaris
- Euploca pilosa
- Euploca polyphylla
- Euploca pottii
- Euploca procumbens
- Euploca pulvina
- Euploca racemosa
- Euploca rariflora
- Euploca rodaliae
- Euploca salicoides
- Euploca serpylloides
- Euploca strigosa
- Euploca styotricha
- Euploca tenuifolia
- Euploca ternata